# AI-222
AI-222（烏克蘭語：АІ-222），是烏克蘭伊夫琴科-進步設計的一系列航空渦輪扇發動機。

## 開發
1994年，當Yak/AEM-130計畫進行時，俄方有意替換烏克蘭製發動機來爭取烏克蘭空軍訂單；後因引進「RD-35M」配置量產雅克-130不順利，且俄國空軍態度轉變排斥非獨立國協的外製零組件，故由乌克兰伊夫琴科-進步於1999年以AI-22為基礎，重新設計燃燒室、渦輪高低壓段，高壓渦輪燃氣產生器沿用自D-27的引擎；2002年11月測試燃氣產生器，翌年6月首次啟動及試俥。該發動機為烏克蘭馬達西奇、俄國禮炮公司合製，產權則是俄烏各半。

## 生產與出口
受到2014年烏克蘭親歐盟示威運動、克里米亞危機和烏克蘭親俄羅斯武裝衝突等接連影響，俄烏關係交惡後俄方停供其餘組件，這部分烏方不得不自行生產，新一批發動機出廠仍待時日；相對俄方禮炮公司也於2015年宣布完成AI-222-25國產化。
烏方後來為了在市場上宣傳，在此基礎上改名推出的「AI-322」型涡轮风扇发动机，该型发动机采用双转子小涵道比设计，全机由8级高压压气机和2级低压压气机组成。基本型重量约440kg，后续的AI-222-25F（加力型号）由于带了一个加力燃烧室，重量增加到560kg。基本型最大起飞推力约2.5噸，加力型全推力可以达到4.2噸，推重比在5.6到7.5之间。同时全系列均配备了FADEC（全权限发动机电控模块），可以极大地提升操纵效能，做到全包线范围内无忧虑操纵与精确控制。對此中國大陸方面參考DV-2的產品叫做渦扇-17「岷山」，但評論稱取代不是主要困難，只是產量仍比不上，要製造的話對於中方技術上不複雜，但至2021年，報導顯示中航仍舊有進口上述型號共400多部發動機，其價格約為8億美元。

## 型號
AI-222-25(F)
基本型號，加力型（after-burning）為AI-222-25F，F是烏克蘭語的羅馬拼音，意思是再加熱力，也可搭配推力矢量。
AI-222-22
採較小直徑扇葉、空氣總流量較低，起飛推力2200kgf，組件可與AI-222-25通用。
AI-222-25KFK
採較短的後燃器，推力30kN。
AI-222-25UVT/KVT
採推力向量噴嘴。U來自烏克蘭語的羅馬拼音、K則是，兩者同義指「控制」。
AI-222K-25(F)（後改名AІ-322）
經修改而輸出中國大陸型號，使用在教练-10教练机上。
AІ-222-28(F)
AI-222-25精進型，推力28.3kN。後燃型推力4500kg。
AІ-222-30F
2010年柏林航展期間馬達西奇及伊夫琴科-进步代表向《简氏防务周刊》透露研發中後燃推力5000kg的發動機，可用於L-15加重版上。
AI-222-40
AI-22升級版，採AI-222-25燃氣產生器等核心組件的商用飛機引擎，推力預估3500-4150kgf。
AI-9500F/AI-222-95F
應用AI-222-25、AI-222-25F、D-27研發經驗設計的發動機。2011年9月，在北京國際航空展覽會上伊夫琴科-進步代表向《简氏防务周刊》透露可適用俄羅斯及中國大陸輕型新戰機的引擎「AI-222-95F」，系出AI-222K-25F、後燃推力9500kg，並佐以形似米格1.44战斗机概念圖展示，其實就是AI-9500F。至於所謂系出AI-222K-25F只是因地制宜的話術，2009年莫斯科國際航太展那時講的是AI-222-25F。
AI-8000
研發中供飛機使用的渦輪螺旋槳發動機，以及直升機的渦輪軸發動機，可輸出7000-8000匹馬力。

## 技術資料
数据来源： 馬達西奇（AI-222-25）

### 概况
- 类型： 雙閥芯低涵道比渦扇
- 长度： 1,960 mm（77.17英寸）
- 直径： 640 mm（25.20英寸）
- 淨重： 440（970.03磅）於基本配置，560（1,234.59磅）於加力配置。

### 组件
- 压缩机： 軸向，2級低壓壓縮機和及8級高壓壓縮機
- 燃烧室： 環形燃燒系統
- 涡轮： 1級高壓，1級低壓

### 性能
- 最大推力： 2520 kgf / 24.7 kN（5,552.78 lbf）起飛方式(不加力)，4200 kgf / 41.2 kN（9,262.13 lbf）加力。
- 总压比： 15.43:1
- 旁通比： 1.19:1
- 涡轮前温度： 1,470 K（1,200 °C）
- 燃料消耗率： 0.64 kg/kgf-hr
- 推重比： 5.68(不加力)，7.5(加力)

## 外部連結
- AI−222−25 Aircraft Bypass Turbofan Engine（页面存档备份，存于）. Ivchenko-Progress （英文）
- AI-222（页面存档备份，存于）. Motor Sich （英文）
- AI-222-25. Salut （英文）